# Pallottolino e il pescatore
Pallottolino e il pescatore (Bout-de-Zan et le Pêcheur) è un cortometraggio muto del 1913 diretto da Louis Feuillade.

## Produzione
Il film fu prodotto dalla Société des Etablissements L. Gaumont.

## Distribuzione
Distribuito dalla Société des Etablissements L. Gaumont, uscì nelle sale cinematografiche francesi nel settembre 1913. La Exclusive Supply Corporation lo distribuì negli Stati Uniti il 15 gennaio 1914 con il titolo Tiny Tim the Fisherman. Nelle proiezioni, veniva programmato con il sistema dello split reel, accorpato in un'unica bobina con un altro cortometraggio, la commedia Onésime et le beau voyage de noces.